# Tittel Kinga
Tittel Kinga (Marosvásárhely, 1975. október 9. –) erdélyi származású magyar közgazdász, idegenvezető, műfordító, író.

## Életpályája
Apai oldalági őse Tittel Pál, aki a Gellérthegyi Csillagvizsgáló első igazgatója és a Magyar Tudományos Akadémia egyik alapító tagja volt és akinek haláláról Vörösmarty Mihály írt verset Tittel halálára címmel.
1983-ban települt át családjával Erdélyből Magyarországra, az általános iskolát Adonyban végezte, majd a fővárosi Városmajori Gimnáziumba járt. Itt tanulta és szerette meg az angol nyelvet, fakultációnak idegenvezetést választotta.
Érettségi után tanulmányait az International Business Schoolon (Nemzetközi Üzletemberképző Főiskola) folytatta ahol évfolyamelsőként, kitűnő minősítéssel végezett 1997-ben közgazdász-menedzserként.
2000-2004 között idegenvezetőként dolgozott; eleinte telepített idegenvezetőként Tunéziában, majd három és fél évig óceánjáró hajók fedélzetén, kirándulásszervezőként. Dél-Amerikától Alaszkáig kb. 70 országba jutott el.
2004-2005 között posztgraduális képzés keretében elvégezte a Budapesti Műszaki Egyetem és az Université Marc Bloch közös programját, a Nemzetközi Fordító- és Tolmácsképzőt, amelynek végén angol-francia gazdasági szakfordító és tolmács lett. Ez idő alatt már könyveket fordít, ezt követően pedig szakfordítóként és tolmácsként helyezkedik el.
2007-ben megszületett a nagyobbik fia Marcell, 2009-ben a kisebbik Olivér.
A gyermekekkel töltött évek alatt a nyelvi és egyéb megtanult készségek megtartása végett hobbi szinten idegenvezetőként kezd dolgozni.
2016 végén jelent meg első könyve, a Mesélő Budapest (Libri csoport, Kolibri Kiadó).
A Mesélő Budapest megjelenése és sikerei után az idegenvezetés és az írás kétpólusú ritmusa mellett az ifjabb korosztály felé fordul: osztálykirándulásokra, tematikus városnéző sétákra visz gyerekeket, emellett könyvtárak, művelődési házak meghívására beszél a könyvről és a fővároshoz fűződő viszonyáról, valamint folytatja az írást, új témák, új ötletek bűvöletében.
2017-ben Fitz József-könyvdíjat kapott.

## Könyvei
- Mesélő Budapest, Kolibri kiadó, 2016.
- Fabulous Budapest, Kolibri kiadó, 2018.

## Fontosabb fordításai
- Leo Buscaglia: A szeretet – tűnődések az emberi élet legnagyobb élményéről (Park Kiadó, 2004)
- Sopte Stany: Lizi az állatkertben (Nyitott Könyvműhely, 2005)
- Marcelo G. DeOliveira; Gilson Barreto: Az igazi Michelangelo-kód (Magyar Könyvklub, 2006)
- Francia szavak és kifejezések - Berlitz útiszótár (Kossuth Kiadó, 2006)
- Róma – Berlitz zsebkönyv (Kossuth Kiadó, 2006)
- Dublin – Belitz zsebkönyv (Kossuth Kiadó, 2006)
- Az emberi  test – Ventus Libro 2007
- Francia Riviéra – Berlitz zsebkönyv (Kossuth Kiadó, 2008)